# Brännö

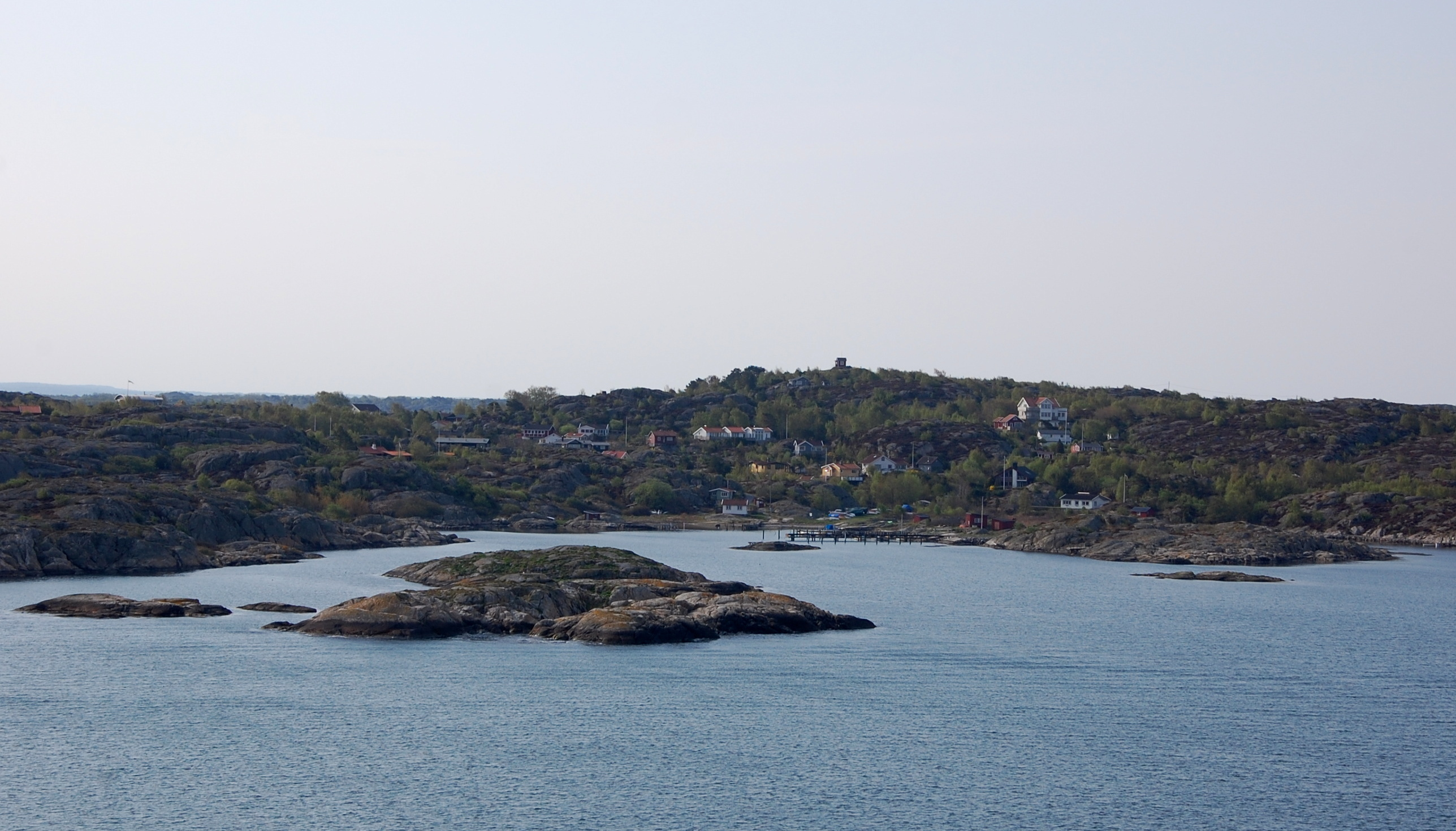
Blick auf Brännö aus nördlicher Richtung

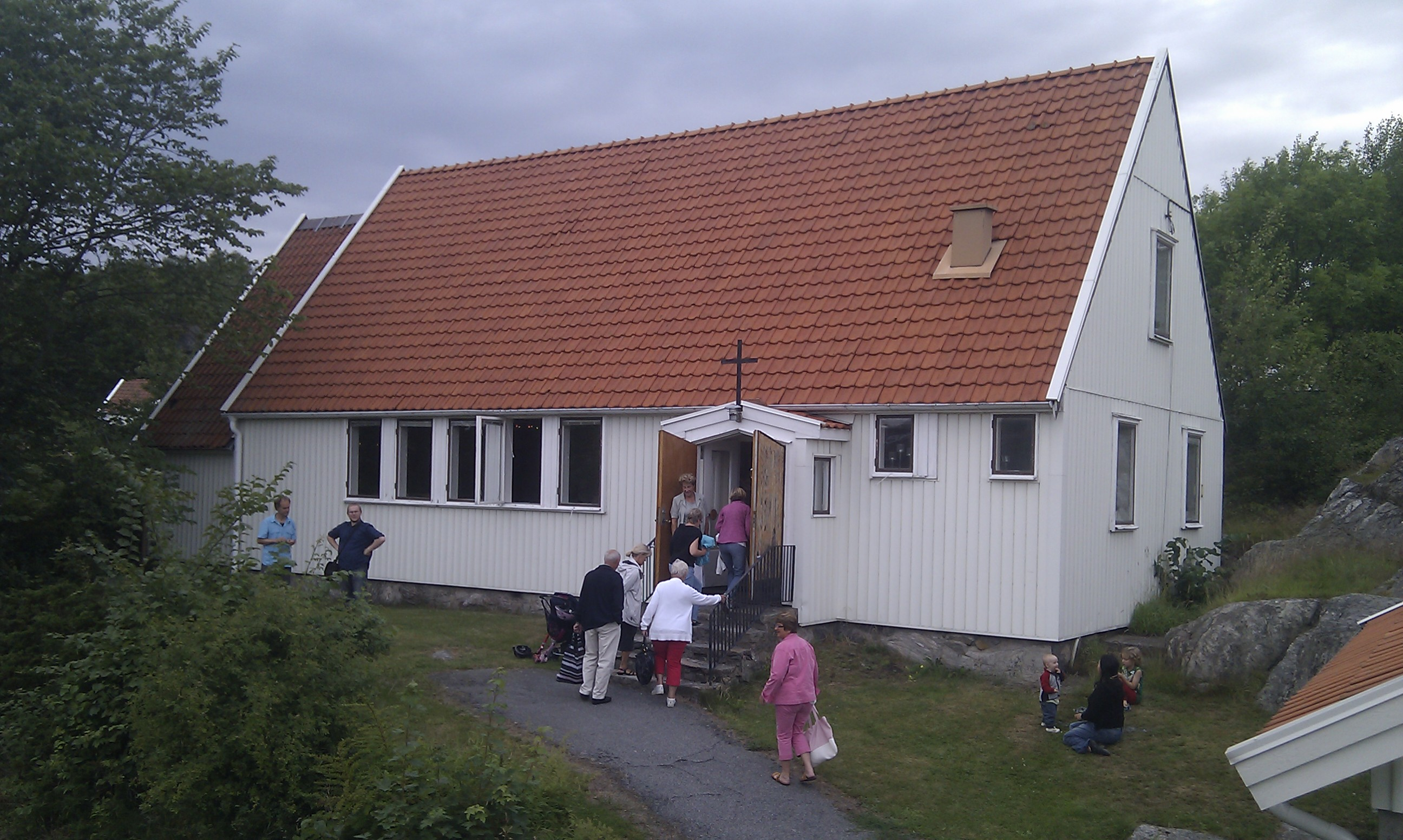
Kirche von Brännö

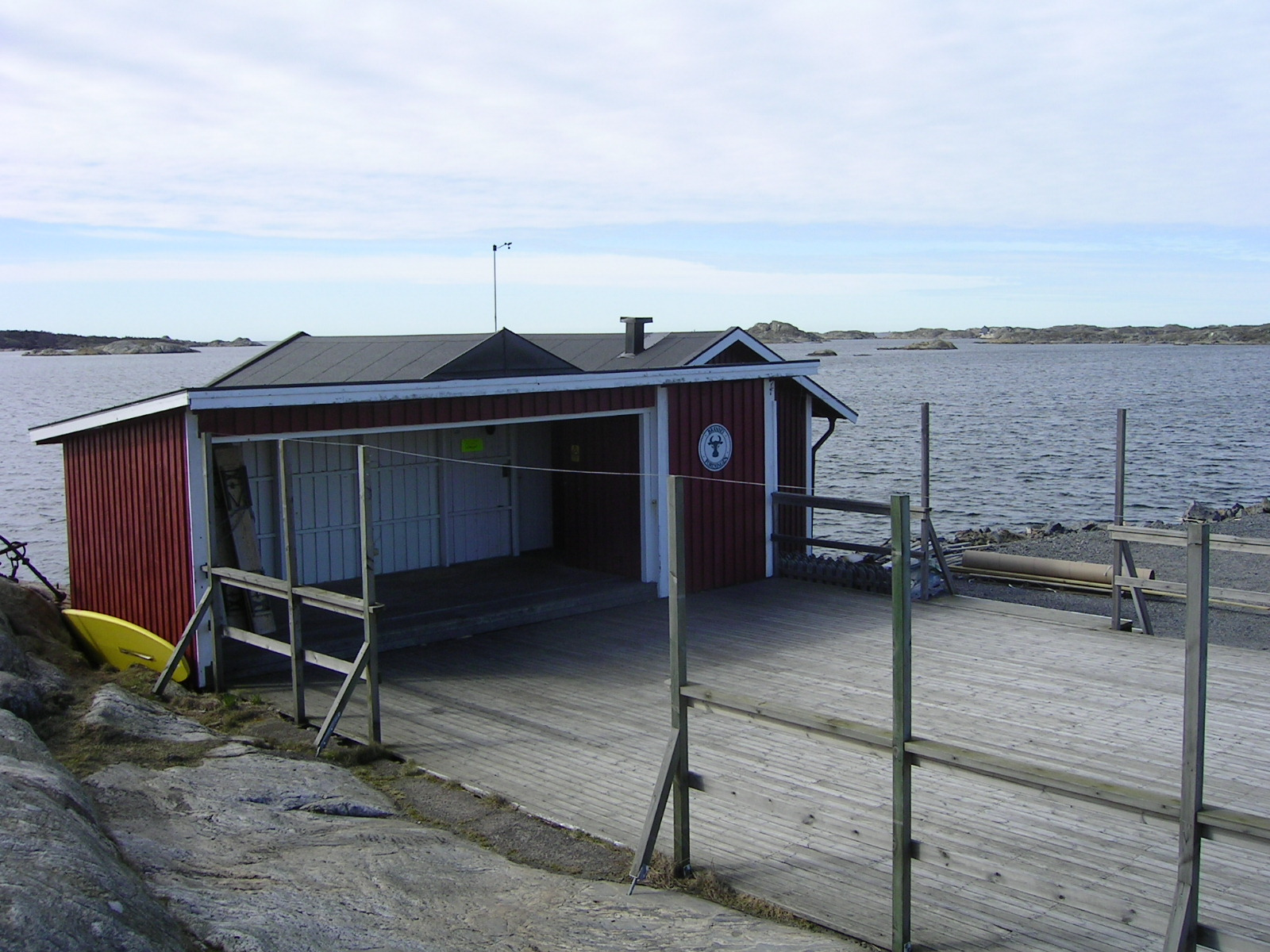
Veranstaltungsort für die Tanzveranstaltungen Brännö brygga

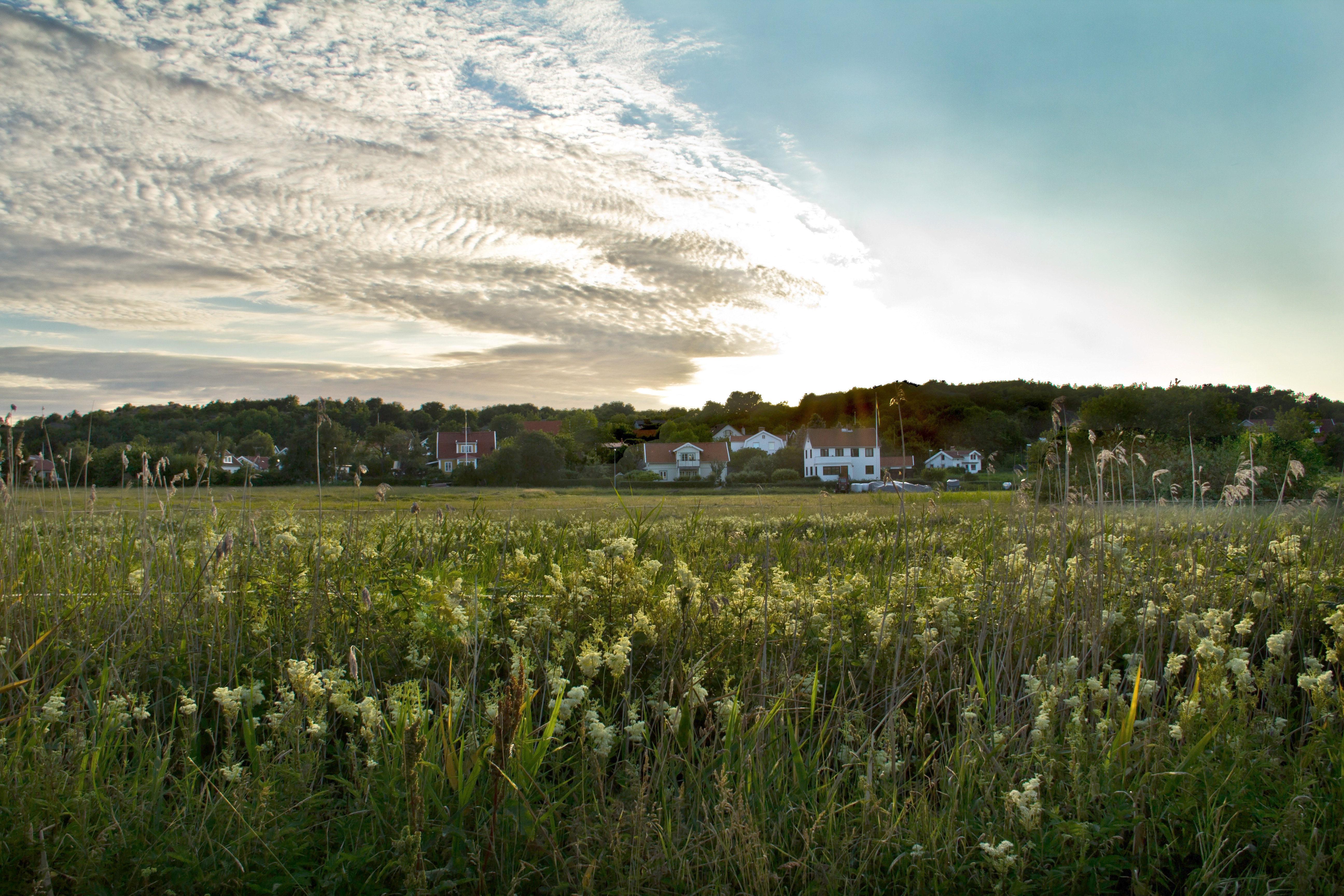
Landschaft auf Brännö

Brännö ist eine Insel und ein Ort (tätort) in der schwedischen Provinz Västra Götalands län und der historischen Provinz Västergötland in der Gemeinde Göteborg. Die Insel liegt im Kattegat im südlichen Teil des Göteborger Schärengartens westlich vor Göteborg.

## Lage
Die Einwohnerzahl der Insel beträgt etwa 900 Personen (2015), erhöht sich jedoch im Sommer durch Feriengäste auf bis zu 3000 Menschen.
Die Insel verfügt über zwei Bootsanlegestellen. Rödsten an der Ostseite der Insel ist davon die stärker genutzte. Auf der Westseite Brännös liegt die Anlegestelle Husvik. Es besteht eine Fährverbindung nach Saltholmen auf dem Festland. Die Anlegestellen werden durch einen zwei Kilometer langen asphaltierten Weg verbunden. Wie auch auf den benachbarten Schäreninseln gibt es auf Brännö keinen privaten Kraftfahrzeugverkehr. Westlich von Brännö liegt die unbewohnte Insel Galterö, die über eine kleine Brücke zu erreichen ist und die als Weide für Schafherden Brännös dient. Östlich liegen die Insel Rivö und Asperö. Brännö erreicht in Nord-Süd-Richtung eine Ausdehnung von etwa drei und in West-Ost-Richtung von etwa zwei Kilometern.
Anders als die benachbarten Inseln verfügt Brännö über fruchtbare Erde, wodurch Landwirtschaft ermöglicht wird. Darüber hinaus bestehen Wälder, Wiesen und Granitklippen. Auf Brännö kommen Marder, Igel und Hasen vor. Die höchste Erhebung beträgt 45 Meter.

## Geschichte
Brännö war bereits in prähistorischer Zeit besiedelt. Auf der Insel wurden Reste zweier Wohnplätze und Werkzeuge und aus dem Mesolithikum (7.000 vor Chr.) gefunden. Größere Bedeutung erlangte Brännö in der Wikingerzeit. Um das Jahr 1000 bestand hier der Handelsplatz Brännoarna. Das Jordebok König Valdemars erwähnt im 13. Jahrhundert die Insel mit dem Namen Brænnø. Der Name Brännös soll auf die Bedeutung von Brandung zurückgehen.
Da Brännö unmittelbar südlich der Route zum weiter östlich gelegenen Hafen Göteborgs liegt, kam der Insel eine strategische Bedeutung zu. Noch bis in das 18. Jahrhundert wurde Brännö wiederholt von dänischen Truppen angegriffen. Auf Brännö wurde Landwirtschaft betrieben. Darüber hinaus arbeiteten die Einwohner auch als Lotsen und Zöllner. Der Fischfang spielte nur eine untergeordnete Rolle.
In den 1920er Jahren entstanden insbesondere in der Nähe der Anlegestelle Husvik Villen von Lotsen. Ab den 1930er Jahren entwickelte sich Ferienhäuser von Göteborgern.

## Sehenswürdigkeiten und Veranstaltungen
Der Ortskern besteht aus denkmalgeschützten Häusern aus dem 18. und 19. Jahrhundert. Seit dem Jahr 2004 gibt es in Brännö ein Heimatmuseum.
In den Sommermonaten finden jeweils donnerstags am Bootssteg Husvik Tanzveranstaltungen zur Musik des Komponisten Lasse Dahlquist statt, der auf Brännö lebte und hier verstarb.

## Wirtschaft und Einrichtungen
In Brännö besteht ein Lebensmitteleinzelhandel Brännö Handel sowie mit dem Brännö Värdshus und dem Bryggcafé auch Gastronomie. Darüber hinaus bestehen kleinere Beherbergungsbetriebe. Etwa einen Kilometer nördlich von Rödsten befindet sich die als Badestelle genutzte Bucht Gröna Vik. Auf der Insel besteht mit dem Lotsutkiken ein Aussichtspunkt.

## Persönlichkeiten
Der schwedische Komponist, Schriftsteller, Sänger und Schauspieler Lasse Dahlquist lebte auf Brännö und verstarb hier im Jahr 1979. Seine Beisetzung erfolgte auf dem Friedhof neben der Kirche.
Der deutsche Maler Otto Strützel (1855–1930) unternahm nach seiner 1886 erfolgten Hochzeit seine Hochzeitsreise nach Brännö.